# Soundtrack (série de televisão)
Soundtrack é uma série de televisão norte-americana de drama musical original criada por Josh Safran. A série é produzida por Safran ao lado de Megan Ellison, Sue Naegle e Ali Krug e estrelada por Paul James, Callie Hernandez, Marianne Jean-Baptiste, Jenna Dewan, Jahmil French, Megan Ferguson, Isaiah Givens, Madeleine Stowe e Campbell Scott e foi lançada na Netflix em 18 de dezembro de 2019.

## Premissa
Mixtape conta "as histórias de amor que conectam um grupo diversificado e diferente de pessoas na Los Angeles contemporânea através da música que vive dentro de suas mentes e corações".

## Elenco

### Regular
- Paul James como Sam
- Callie Hernandez como Nellie
- Marianne Jean-Baptiste como Annette
- Jenna Dewan como Joanna
- Jahmil French como Dante
- Megan Ferguson como Gigi
- Isaiah Givens como Barry
- Madeleine Stowe como Margot
- Campbell Scott como Frank

### Recorrente
- Christina Milian como De'Andra
- Juliet G. James como Leah
- Robbie Fairchild como Troy
- Deron J. Powell como Arthur
- Sammy A. Publes como Mr. Hernandez
- Brian Keys como Carver
- Amy J. Carle como Stella

## Episódios

### 1.ª temporada (2019)
| N.º na série | N.º na temp. | Título                        | Dirigido por  | Escrito por                                   | Lançamento             |
| ------------ | ------------ | ----------------------------- | ------------- | --------------------------------------------- | ---------------------- |
| 1            | 1            | "Track 1: Nellie and Sam"     | Jesse Peretz  | Joshua Safran                                 | 18 de dezembro de 2019 |
| 2            | 2            | "Track 2: Joanna and Nellie"  | Karen Gaviola | Beth Schacter                                 | 18 de dezembro de 2019 |
| 3            | 3            | "Track 3: Sam and Dante"      | Ti West       | Khiyon Hursey and Harrison Richli             | 18 de dezembro de 2019 |
| 4            | 4            | "Track 4: Margot and Frank"   | Joe Swanberg  | Joshua Safran                                 | 18 de dezembro de 2019 |
| 5            | 5            | "Track 5: Dante and Annette"  | Ti West       | Lauren Yee                                    | 18 de dezembro de 2019 |
| 6            | 6            | "Track 6: Joanna and Eleanor" | Darren Grant  | Richard Kramer                                | 18 de dezembro de 2019 |
| 7            | 7            | "Track 7: Sam and Frank"      | Joe Swanberg  | Lauren Yee, Khiyon Hursey and Harrison Richli | 18 de dezembro de 2019 |
| 8            | 8            | "Track 8: Gigi and Jean"      | Joshua Safran | Allyn Rachel                                  | 18 de dezembro de 2019 |
| 9            | 9            | "Track 9: Margot and Annette" | Darren Grant  | Korde Tuttle                                  | 18 de dezembro de 2019 |
| 10           | 10           | "Track 10: Finale"            | Karen Gaviola | Joshua Safran and Beth Schacter               | 18 de dezembro de 2019 |

## Produção

### Desenvolvimento
Em 19 de janeiro de 2018, foi anunciado que a Fox havia dado à produção uma ordem piloto. O episódio piloto foi escrito por Josh Safran, que também foi definido como produtor executivo ao lado de Megan Ellison e Sue Naegle. Ali Krug foi definido como produtor co-executivo. As empresas de produção envolvidas com o piloto deveriam incluir a Annapurna Television. Em 8 de fevereiro de 2018, foi relatado que Jesse Peretz iria dirigir o piloto.
Em 11 de maio de 2018, Safran anunciou no Twitter que a Fox havia passado o piloto e se recusou a encomendar a produção para a série. Mais tarde naquele mês, foi confirmado que a produção estava sendo comprada para outras lojas potenciais. Em 2 de julho de 2018, foi anunciado que a Netflix havia dado à produção um pedido direto para uma primeira temporada, consistindo de dez episódios. Também foi relatado que Ali Krug seria agora um produtor executivo e que a 20th Century Fox Television e a Fox 21 Television Studios estavam agora servindo como produtoras adicionais para a série.

### Seleção de elenco
Em fevereiro de 2018, foi anunciado que Madeleine Stowe e Callie Hernandez haviam se juntado ao elenco principal do piloto. Em março de 2018, foi relatado que Megan Ferguson, Jenna Dewan e Raúl Castillo também haviam se juntado ao elenco principal do piloto. Juntamente com o anúncio da ordem da série, foi relatado que o papel de Castillo seria reformulado. Em 13 de dezembro de 2018, foi anunciado que Paul James havia sido escalado para substituir Castillo.